# Bourneotrochus stellulatus
Bourneotrochus stellulatus is een rifkoralensoort uit de familie van de Caryophylliidae. De wetenschappelijke naam van de soort is voor het eerst geldig gepubliceerd in 1984 door Cairns.